# 두부덮밥
두부덮밥은 두부를 주재료로 한 양념을 밥위에 얹은 한국요리이다. 두부덮밥은 영양가가 높고 맛이 부드러워 자극적이지 않은 요리를 좋아하는 사람에게 적합하다. 두부덮밥의 기원은 중국 요리에 있다는 것이 일반적인 견해이나, 한국에서 오랜 기간 동안 많은 변형이 이루어졌기에 한국요리라 해도 무방하다.

## 같이 보기
- 마파두부